# The Cariboo Trail
The Cariboo Trail (Brasil: Terra Virgem ) é um filme norte-americano de 1950, do gênero faroeste, dirigido por  Edwin L. Marin e estrelado por Randolph Scott e George 'Gabby' Hayes.

## Sinopse
Jim Redfern cria gado em Montana. Depois que o escroque Frank Walsh estoura sua boiada, o que causa a perda de um braço a Mike Evans, seu amigo, Jim larga tudo e torna-se minerador na Columbia Britânica. Seus planos são novamente frustrados por Walsh, que, inclusive, tenta provocar um levante das tribos locais. Assim, Jim finalmente conclui que não nasceu para prospectar ouro e volta a fazer o que sabe: lidar com gado.

## Elenco
| Ator/Atriz           | Personagem         |
| -------------------- | ------------------ |
| Randolph Scott       | Jim Redfern        |
| George 'Gabby' Hayes | Grizzly Oscar      |
| Bill Williams        | Mike Evans         |
| Karin Booth          | Francie Harris     |
| Victor Jory          | Frank Walsh        |
| Douglas Kennedy      | Murphy             |
| Jim Davis            | Bill Miller        |
| Dale Robertson       | Will Gray          |
| Mary Stuart          | Jane Winters       |
| James Griffith       | Higgins            |
| Lee Tung Foo         | Ling               |
| Tony Hughes          | Doutor John Rhodes |
| Mary Kent            | Martha Winters     |
| Ray Hyke             | Jones              |
| Jerome Root          | Jenkins            |